# Miroslav Mlynář
Miroslav Mlynář (* 10. října 1938, Lhotka, místní část Klášterce nad Orlicí) je akademický sochař, malíř, medailér a šperkař.

## Život
Miroslav Mlynář vystudoval Střední uměleckoprůmyslovou školu sklářskou v Železném Brodě a Vysokou školu uměleckoprůmyslovou v Praze v ateliéru prof. Stanislava Libenského.

## Tvorba
Ve své sochařské tvorbě se realizuje ponejprv v plastice a medaili. Po smrti své ženy (1985), šperkařky a akademické sochařky Marie Mlynářové dokončil nejprve její rozpracované návrhy šperků a pokračoval tvorbou vlastních návrhů a realizací. Po roce 2000 se vrátil také k malířské tvorbě.

## Samostatné výstavy
- 1969 - Praha Mikrobiologický ústav, Karlovy Vary (s Marií Mlynářovou),
- 1970 - Praha - Galerie mladých,
- 1971 - Mánes Praha, Hrádek nad Nisou - Obrazy
- 1974 - Praha - Galerie Bratří Čapků - (výstava zakázána)
- 1984 - Pardubice - při mezinárodním festivalu Techfilm
- 1985 - Praha - Mánes - plastiky - (výstava zakázána)
- 1986 - Praha - Galerie U Řečických
- 1987 - Praha - Galerie Karolina - Stříbrný šperk, Praha - Galerie Atrium
- 1990 - Bratislava - Galerie Dielo, plastika
- 1992 - Francie Nant- obrazy
- 1992 - Bratislava - České kulturní středisko - plastiky (s Marií Mlynářovou)
- 1993 - Praha - Galerie U Prstenu - plastiky a stříbrný šperk
- 1994 - Praha - Středoevropská galerie - plastiky - stříbrný šperk, Praha - Galerie V Lazarské - s Klárou Trnkovou,
- 2000 - Litoměřice - Galerie Salva Guarda - plastiky, obrazy, šperky, Praha - Galerie E. Schránilové -obrazy
- 2001 - Galerie V Lazarské - obrazy, plastiky
- 2004 - Železný Brod - Střední uměleckoprůmyslová sklářská škola - obrazy, plastiky (souhrn tvorby)
- 2005 - Praha - Galerie Kredit - obrazy
- 2008 - Týn nad Vltavou - Galerie U Zlatého slunce, plastické obrazy
- 2009 - Hradec Králové - Galerie Celebris - plastiky, obrazy
- 2010 - Praha - Galerie Epicure - obrazy
- 2012 - Zámecká galerie města Kladna - obrazy, plastika, Galerie Epicure - obrazy, plastika
- 2012 - Praha - galerie Epicure - od 1. 10. do 31. 10. souhrn současné tvorby, malba - plastika

### Realizace
- Osvětlovací tělesa, varieté u Nováků, Praha
- Reliéf Hudba, Ondříčkova, Praha 3
- Reliéf Telekomunikace, studentské koleje na Chmelnici, Praha
- Série cen pro festival Techfilm, Pardubice
- Série návrhů medailí pro podnik Znak, Malá Skála

### Zastoupení ve sbírkách
- Národní galerie v Praze
- Uměleckoprůmyslové museum v Praze
- Národní muzeum v Praze
- Galerie výtvarného umění v Chebu
- Sbírky státní mincovny Paříž
- soukromé sbírky v ČR i v zahraničí

### Katalogy
- Miroslav Mlynář: Stříbrný šperk, 1987, kat. 6 s., vyd. Dílo
- Miroslav Mlynář: Plastiky, obrazy, šperky, plakety, 2004, Procházka V, Schránilová E, kat. 8 s.

### Souborné publikace
- Medaila a plaketa, 1984, Procházka V, 71 s., č., něm., Odeon, Praha